# Viva Aerobus
Viva Aerobus (auch VivaAerobus, VivaAeroBus oder vivaaerobus) ist eine mexikanische Billigfluggesellschaft mit Sitz in Monterrey und Basis auf dem Flughafen Monterrey.

## Geschichte
Viva Aerobus war ein Gemeinschaftsunternehmen des größten mexikanischen Busunternehmens Iamsa und Irelandia Aviation, einer Holding für fünf Billigfliegerlinien einschließlich Ryanair. 2016 verkaufte Irelandia Aviation seine Anteile mit Gewinn an Iamsa.
Im Oktober 2013 bestellte Viva Aerobus 40 Airbus A320neo und 12 Maschinen des Typs A320-200, um die gesamte Flotte von Boeing 737-300-Maschinen bis 2016 zu ersetzen. Vereinbart wurde außerdem eine Option über den Kauf 40 weiterer Airbus-Flugzeuge. Am 14. Mai 2015 wurde die erste von Airbus direkt bestellte A320-200 an Viva Aerobus ausgeliefert.

## Flugziele
Viva Aerobus bedient von ihren vier Drehkreuzen national unter anderem Hermosillo, La Paz, Culiacán, Los Cabos, Acapulco, Chihuahua, Mazatlán, Mérida, Oaxaca, Puerto Vallarta, Tampico, Tuxtla Gutiérrez, Veracruz, Villahermosa, Reynosa, Torreón, Tijuana und Puerto Escondido. International gibt es eine Verbindung von Monterrey nach Houston und von Mexiko-Stadt nach New York-JFK.

## Flotte
Mit Stand Dezember 2024 besteht die Flotte der Viva Aerobus aus 120 Flugzeugen mit einem Durchschnittsalter von 8,9 Jahren:
| Flugzeugtyp     | Anzahl | bestellt | Anmerkungen                                                                         | Sitzplätze | Durchschnittsalter |
| --------------- | ------ | -------- | ----------------------------------------------------------------------------------- | ---------- | ------------------ |
| Airbus A320-200 | 58     |          | zwei inaktiv; 21 mit Sharklets ausgestattet; 30 durch Avion Express Malta betrieben | 180        | 13,3 Jahre         |
| Airbus A320neo  | 22     |          | 13 inaktiv                                                                          | 186        | 05,6 Jahre         |
| Airbus A321-200 | 10     |          |                                                                                     | 220        | 10,3 Jahre         |
| Airbus A321neo  | 30     |          | 12 inaktiv                                                                          | 240        | 02,3 Jahre         |
| Gesamt          | 83     |          |                                                                                     |            | 08,9 Jahre         |

### Ehemalige Flugzeuge

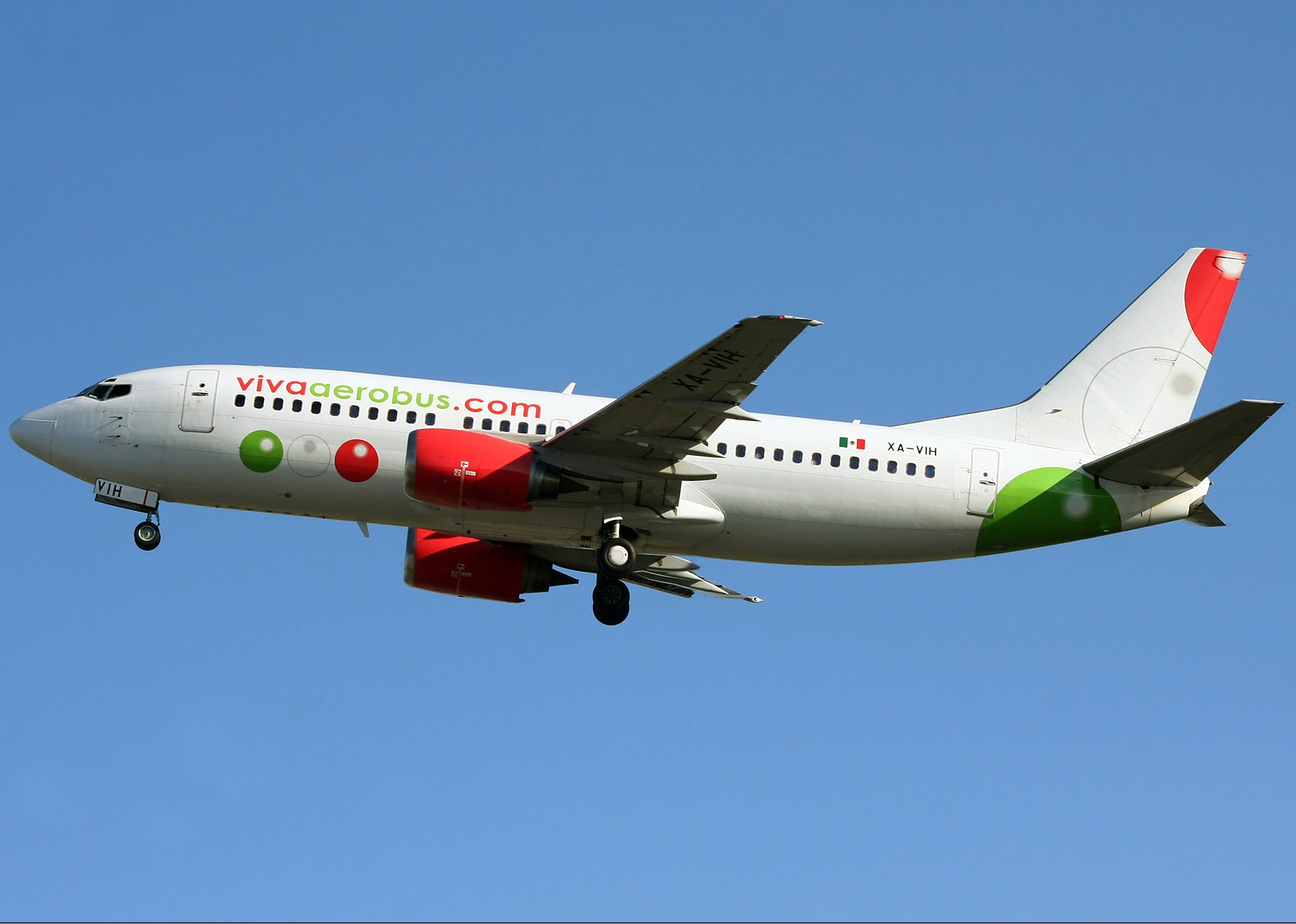
Ehemalige Boeing 737-300 der Viva Aerobus

- Boeing 737-300